# Hōjō Hisatoki
 (avril 2020).
Si vous disposez d'ouvrages ou d'articles de référence ou si vous connaissez des sites web de qualité traitant du thème abordé ici, merci de compléter l'article en donnant les références utiles à sa vérifiabilité et en les liant à la section « Notes et références ».
Hōjō Hisatoki (北条久時, 1272-23 décembre 1307), membre du clan Hōjō, est le neuvième kitakata rokuhara Tandai (sécurité intérieure principale de Kyoto) de 1293 à 1297. 